# Chất chuyển hóa
Chất chuyển hóa là các chất trung gian và là sản phẩm của quá trình chuyển hóa. Khái niệm chất chuyển hóa thường chỉ giới hạn trong khuôn khổ các tiểu phân tử. Các chất chuyển hóa có nhiều chức năng quan trọng, như làm nhiên liệu, làm cấu trúc, là tín hiệu, kích thích và ức chế lên hoạt động của các enzym (thường đóng vai trò là cofactor của chúng), bảo vệ khỏi và tương tác với các sinh vật khác (như các sắc tố sinh học, chất có mùi, và các pheromone).
Chất chuyển hóa tiên phát thì có liên quan trực tiếp đến sự tăng trưởng, phát triển và sinh sản bình thường. Ethylene là một ví dụ về chất chuyển hóa tiên phát được sản xuất với lượng lớn trong công nghiệp vi sinh học.
Chất chuyển hóa thứ phát thì không tham gia trực tiếp vào các quá trình trên, nhưng chúng thường có vai trò quan trọng trong sinh thái học, ví dụ như các chất kháng sinh và sắc tố như resin và terpen v.v. 
Một số loại chất kháng sinh sử dụng chất chuyển hóa tiên phát làm tiền chất, ví dụ như actinomycin được tổng hợp từ tiền chất ban đầu là tryptophan. Một số loại đường cũng là chất chuyển hóa, ví dụ như fructose hoặc glucose, cả hai đều có mặt trong quá trình trao đổi chất.
Một vài ví dụ về các chất chuyển hóa tiên phát được sản xuất trong công nghiệp vi sinh học:
| Class              | Ví dụ                        |
| ------------------ | ---------------------------- |
| Alcohol            | Ethanol                      |
| amino acid         | Axit glutamic, Axit aspartic |
| Nucleotid          | Axit 5' guanylic             |
| Chất chống oxy hóa | Axit isoascorbic             |
| Axit hữu cơ        | Axit acetic, Axit lactic     |
| Polyol             | Glycerol                     |
| Vitamin            | B2                           |

Tập chuyển hóa tạo nên một mạng lưới các phản ứng chuyển hóa, trong đó sản phẩm của một phản ứng hóa học được xúc tác bởi enzym lại là cơ chất cho một phản ứng hóa học khác.
Quá trình phân giải về mặt hóa sinh của các hợp chất hóa học có trong tự nhiên hay được tổng hợp đều có sự tham gia của các chất chuyển hóa. Tốc độ phân giải của một hợp chất là một yếu tố quan trọng để xác định thời gian và cường độ tác động của các chất chuyển hóa. Hồ sơ lưu trữ các chất chuyển hóa của các hợp chất, chuyển hóa của các chất thuốc là một phần quan trọng trong việc tìm ra các loại thuốc, từ đó giúp hiểu rõ hơn về cơ chế gây ra các tác dụng phụ của các chất chuyển hoá có trong thuốc.